# Metantiol

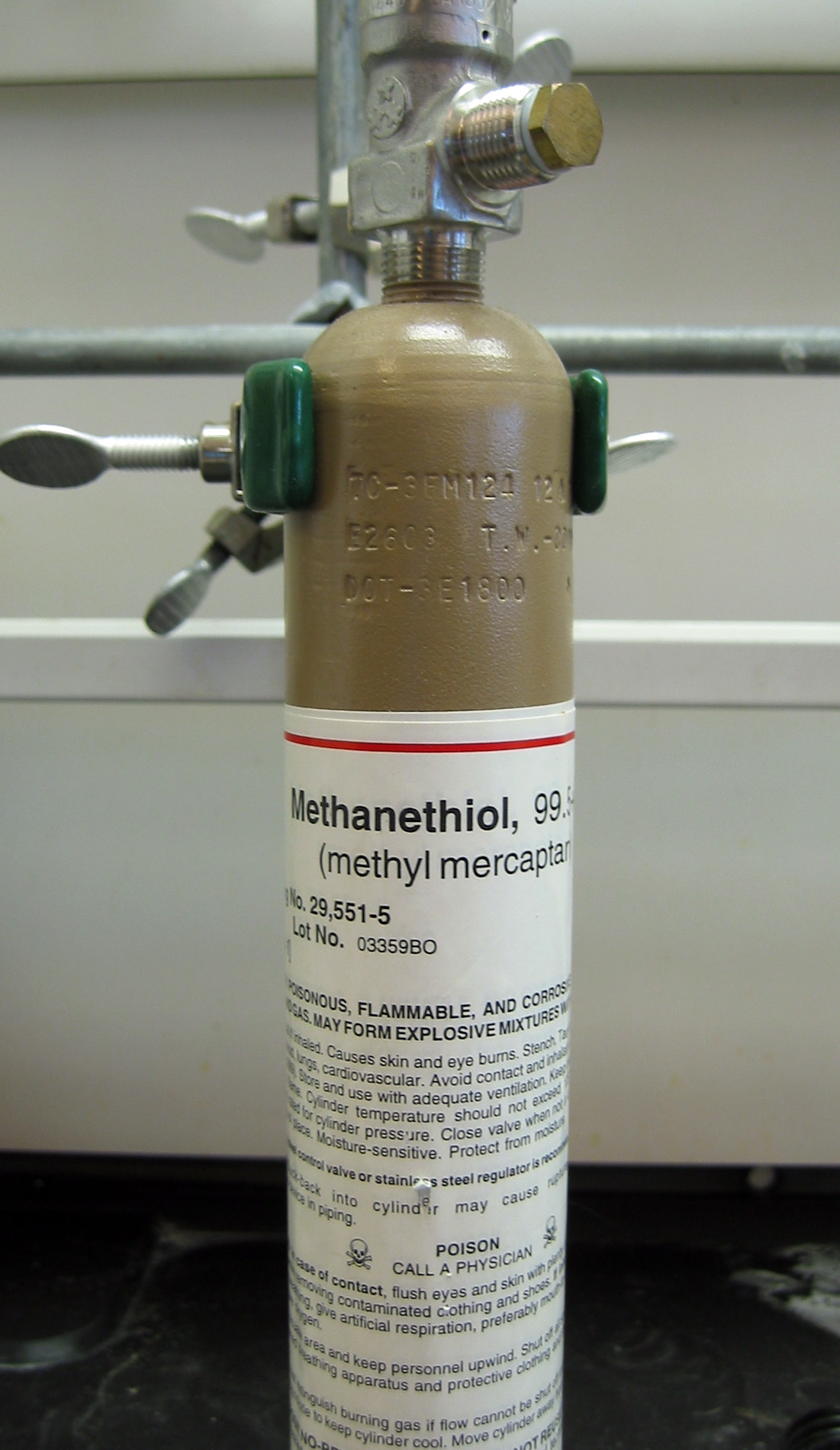

Metantiol eller metylmerkaptan är en svavelorganisk förening med formeln CH3SH.

## Egenskaper
Metantiol är en färglös gas med en mycket oangenäm lukt av rutten kål som kan kännas utanför pappersbruk då sulfatmassaframställningen bildar gasen. Den bildas också när kroppen bryter ner svavelhaltiga aminosyror och proteiner och är bland annat det ämne som ger fekalier och flatulens dess obehagliga lukt. Den förekommer som förorening i naturgas, stenkolstjära och råolja.
Det är en svag syra med pKa = 10,4 vilket gör att den kan reagera med metaller lösta i vatten.

## Användning
Metantiol används för att framställa syntetisk metionin som används som kosttillskott och i djurfoder. Det används också som tillsats i gasol och stadsgas för att indikera gasläckor.

## Metantiol som VSC-komponent
Metylmerkaptan är en VSC-komponent, VSC står för Volatile Sulphur Compounds, eller på svenska; flyktiga svavelföreningar. VSC består av fluiderna vätesulfid (H2S), metylmerkaptan (CH3SH) och dimetylsulfid ((CH3)2S).
Bakterier i munhålan producerar illaluktande svavelgaser och dessa kan i vissa fall vara orsaken till dålig andedräkt. En kombination av zink och klorhexidin eliminerar VSC från utandningsluften och därmed illaluktande andedräkt. Den här sammansättningen finns exempelvis i munsköljet SB12.